# Anchialos (Phaiake)
Anchialos (altgriechisch Ἀγχίαλος Anchíalos) ist eine Gestalt der griechischen Mythologie.
Er war einer der Phaiaken, die sich bei den von Alkinoos zu Ehren des Odysseus gegebenen Festspielen durch ihre Schnellfüßigkeit auszeichneten.